# Чижик, Леонид Аркадьевич
Леони́д Арка́дьевич Чи́жик (род. 1 января 1947, Кишинёв, Молдавская ССР) — советский и немецкий джазовый пианист и композитор, музыкальный педагог. Заслуженный артист РСФСР (1990).

## Биография
Родился в 1947 году в Кишинёве, в семье участника Великой Отечественной войны Аркадия Соломоновича Чижика (1920—?), уроженца Кривого Рога.
Окончил музыкальную школу-десятилетку по классу фортепиано в Харькове (1954—1965). В 1965 году поступил на фортепианное отделение Музыкально-педагогического института им. Гнесиных (класс Теодора Гутмана) в Москве, где проучился до 1968 года; в 1970 году окончил Горьковскую консерваторию.
В 1965—1967 годах играл в безбасовом джазовом трио Германа Лукьянова (Владимир Васильков — ударные, Леонид Чижик — фортепиано), в 1969—1971 годах — в Государственном эстрадном оркестре РСФСР под управлением Л. О. Утёсова.
В 1972 году — солист Москонцерта, в 1973—1976 годах руководил собственным трио (с Андреем Егоровым — контрабас и Владимиром Заседателевым — ударные), затем до 1978 года — другим трио (с Юрием Генбачевым — ударные и Анатолием Бабий — контрабас). С начала 1970-х годов первым в СССР начал выступать с сольными фортепианными импровизациями, с 1978 года выступал исключительно как солист.
С 1991 года — в Германии; с 1992 года доцент в Мюнхенской консерватории имени Рихарда Штрауса, в настоящее время профессор отделения джазового фортепиано Высшей школы музыки Ференца Листа в Веймаре (c 1994 года).
Автор ряда джазовых композиций для фортепиано. Выступает также с программами произведений классической музыки в джазовой обработке (с симфоническим оркестром и с Kremerata Baltica Гидона Кремера).

## Дискография
- Инструментальное трио Леонида Чижика, пластинка фирмы грамзаписи Мелодия, 1973.
- Популярные мелодии Джорджа Гершвина, трио Леонида Чижика, фирма грамзаписи Мелодия, 1975.
- Реминисценции, двойной альбом фирмы Мелодия, 1979.
- Jam Session Moscow, L. Chizhik, J. Fischer, H. Kumpf, A. Zubov, Fusion Records — Bellaphon, Германия, 1981.
- Лента Мёбиуса, грампластинка фирмы Мелодия, 1987.
- Crossroads: Three Jazz Pianists, L. Chizhik, O. Jones, J. Beaudet, записано на Монреальском джазовом фестивале, DVD, 1987.
- The Days of Wine and Roses, Loft CD, Германия, 1987.
- Leonid Chizhik In Concert (записано в 1988 году в Чикаго), компакт-диск, Mobile Fidelity, США, 1988.
- Harold Rubin «CLARINETVOYANCE» (Harold Rubin — кларнет, Leonid Chizhik — фортепиано, Виктор Двоскин — контрабас), записано Live на джазовом фестивале в Эйлате в 1989 году, Jazzies, Израиль, 1990.
- Lockenhaus Collection: Opus Scherziando, компакт-диск, Phillips, Нидерланды, 1990.
- Джордж Гершвин и другие, трио Леонида Чижика, компакт-диск, Boheme Music, Россия, 2000.
- Jazz, DVD, Deutsche Grammophon — Naive, 2002.
- Les Pianos de la Nuit (La Roque d’Antheron), DVD, Ideal Audience, Франция, 2002.
- Kremerland, Kremerata Baltica под управлением Гидона Кремера, Л. Чижик на фортепиано, также трек № 2 «Fantasy Variations on a Theme by Mozart» за авторством Леонида Чижика, Deutsche Grammophon, 2004.
- Rag-Gidon-Time, Гидон Кремер (скрипка), Леонид Чижик (фортепиано), компакт-диск, Deutsche Grammophon, 2005.
- Sakura. Live recording: Munich, 2006. Россия, 2011.

## Фильмография
- 1976 — Город. Осень. Ритм.
- 1979 — Тема и вариации.